# Барнуковка
Барнуковка — река в России, протекает в Балтайском районе Саратовской области. Устье реки находится в 40 км по правому берегу реки Алай. Длина реки составляет 10 км.
На реке стоят сёла Барнуковка и Алай Барнуковского муниципального образования

## Данные водного реестра
По данным государственного водного реестра России относится к Нижневолжскому бассейновому округу, водохозяйственный участок реки — Терешка от истока и до устья, речной подбассейн реки — подбассейн отсутствует. Речной бассейн реки — Волга от верховий Куйбышевского вдхр. до впадения в Каспий.
Код объекта в государственном водном реестре — 11010001912112100010530.